# Шишацкий поселковый совет (Шишацкий район)
Шишацкий поселковый совет (укр. Шишацька селищна рада) — входит в состав
Миргородского района Полтавской области Украины. До 17 июля 2020 года входил в состав
Шишацкого района.
Административный центр поселкового совета находится в 
пгт Шишаки.

## Населённые пункты совета
- пгт Шишаки
- с. Бабичи
- с. Вишневое
- с. Григоровщина
- с. Легейды
- с. Толстое
- с. Хвощево
- с. Ходосиха
- с. Чернышевка

## Археология
В 1890 году во время хозяйственных работ в селе Хвощево (Фощеватая) был найден меч с надписью «Людота коваль», датируемый концом X века — первой половиной XI века. Надпись по палеографическим признакам может быть отнесена к XI веку. Ныне меч хранится в Национальном музее истории Украины.